# 버킷헤드경
버킷헤드경(Buckethead卿, Lord Buckethead)은 영국에서 정치 풍자 활동을 하는 캐릭터로, 영국 총선에 4번 출마했다.

## 역사
버킷헤드경은 토드 더럼 감독의 미국 영화 《하이퍼스페이스》(1984)에 등장하는 악역이다. 《하이퍼스페이스》는 《스타워즈》와 같은 SF 영화들의 패러디로, 버킷헤드경은 다스 베이더와 비슷하게 생겼다. 영국에서는 VIPCO라는 비디오 유통 업체가 수입해서 ‘그렘로이즈(Gremloids)’라는 제목으로 출시했다.
1987년 영국 총선에서 VIPCO의 대표 마이크 리(Mike Lee)가 버킷헤드경으로 분장하고 마거릿 대처 당시 총리의 지역구 핀츨리에 그렘로이즈당 후보로 출마했다. 그는 버밍엄을 파괴하여 그 자리에 우주기지를 짓겠다는 공약을 내세웠다. 1992년 총선에서는 존 메이저 당시 총리의 선거구인 헌팅던에 출마했다.
2017년 총선에는 희극인 조너선 하비(Jonathan Harvey)가 버킷헤드경으로 분장해 테레사 메이 당시 총리의 지역구 메이든헤드에서 출마했다. 테레사 메이와 같이 서있는 버킷헤드경의 모습이 바이럴 영상이 되었다. 〈가디언〉은 시팩스를 부활시키겠다는 버킷헤드경의 공약에 풍자를 담아 ‘최고 정책’상을 주었다.
2019년 총선에서는 데이비드 휴스(David Hughes)가 버킷헤드경으로 분장해 보리스 존슨 당시 총리의 지역구 억스브리지 사우스라이슬립에 오피셜몬스터레이빙루니당 후보로 출마했다. 이 선거에서 조너선 하비는 새로운 캐릭터 빈페이스 백작의 모습으로 출마했다.

## 역대 선거 결과
|  | 0.3% |

|  | 0.1% |

|  | 0.4% |

|  | 0.3% |

## 같이 보기
- 장난 정당